# Vaccinium exaristatum
Vaccinium exaristatum är en ljungväxtart som beskrevs av Wilhelm Sulpiz Kurz. Vaccinium exaristatum ingår i Blåbärssläktet, och familjen ljungväxter. Inga underarter finns listade i Catalogue of Life.